# Bitwa pod Mailbergiem
Bitwa pod Mailbergiem, bitwa pod Mailberg – starcie zbrojne, które miało miejsce 12 maja 1082 między wojskami czeskimi a austriackimi, zakończone zwycięstwem Czechów.

## Tło
W 1081 margrabia austriacki Leopold II Piękny poparł antykróla Hermana z Salm i tym samym popadł w konflikt z królem Henrykiem IV. Ten nie mógł interweniować, gdyż w tym czasie znajdował się we Włoszech. Nadał więc marchię swemu sojusznikowi, księciu czeskiemu Wratysławowi II, licząc, że pokona on buntownika.

## Przebieg bitwy
Według Kosmasa wojska czeskie poruszały się w dwóch częściach: jednej dowodzonej przez Ottona i 
Konrada i drugiej pod wodzą samego Wratysława, w skład której wchodziło m.in.: najemne rycerstwo ratyzbońskie. Wobec tego siły austriackie dowodzone przez margrabiego Leopolda ustawiły się w formacji klina. Wtedy natarły na nie siły czeskie. Rycerstwo ratyzbońskie zaatakowały prawe skrzydło Austriaków, Otto i Konrad – lewe, a Wratysław – centrum. W walce tej siły Leopolda zostały rozbite.
Z kolei według Żywota biskupa Altmanna bitwa rozpoczęła się od obrzucania się oszczepami, a następnie doszło do krwawej walki wręcz, w której pomimo dużych strat triumfowały wojska czeskie.

## Konsekwencje
Po zwycięskiej bitwie, wojska Wratysława spustoszyły ziemie marchii austriackiej. Nie udało się jednak trwale zająć tych ziem i Leopold pozostał margrabią austriackim. W 1084 kolejną wyprawę na marchię austriacką zorganizował Henryk IV. Nie doszło wtedy jednak do walk, gdyż Leopold najprawdopodobniej pogodził się z królem.